# Giovanni Falcone
Giovanni Falcone (Palermo, 18 mei 1939 - aldaar, 23 mei 1992) was een Italiaans onderzoeksrechter. Hij studeerde rechten aan de universiteit van Palermo en studeerde af in 1961. Falcone is vooral bekend als verwoed strijder tegen de Siciliaanse maffia.
Falcone bracht het "maxi-proces" in Palermo op gang tegen leden van de Siciliaanse maffia dat van start ging in 1984. Na afloop van dat proces, drie jaar later, sprak het hof meer dan 25 eeuwen gevangenisstraf uit tegen 342 maffiosi, onder wie 'de baas der bazen', Salvatore Riina. Falcone moest deze krachttoer echter met zijn leven bekopen; op 23 mei 1992 werd door de Cosa nostra springstof aangebracht in de afwateringsbuizen onder de snelweg naar het vliegveld. Op het moment dat Falcone daar enkele uren later over reed, werd de lading op afstand tot ontploffing gebracht. Falcone, zijn echtgenote en drie lijfwachten werden gedood.
Een golf van verbijstering overspoelde Italië, want nooit eerder had de maffia zo openlijk een aanval gedaan op de staat. Op de begrafenis van Falcone sprak Rosaria Schifani (de weduwe van een van de lijfwachten) een volgepakte kathedraal toe en beroerde 25 miljoen Italianen met een bijzonder emotionele speech. Achteraf bleek deze speech voor vele pentiti (spijtoptanten, ex-maffiosi) dé reden waarom ze zich hebben overgegeven aan het gerecht.
Twee maanden later werd ook de wagen van Falcone's collega Paolo Borsellino opgeblazen. Deze moorden gaven veel kracht aan Operatie Schone Handen, Mani Pulite, van een onderzoeksrechter in het noorden van Italië, Antonio di Pietro.
Voor de aanslag op de rechters Falcone en Borsellino en vele andere misdrijven werd de huurmoordenaar Bruno Brusca in 1996 gearresteerd. Tijdens zijn rechtszaak in 2001 besloot hij opening van zaken te geven, en daardoor werd Marcello Dell'utri, de rechterhand van Silvio Berlusconi, ontmaskerd als contactpersoon van de Cosa Nostra. Vanwege zijn onthullingen werd Brusca tot slechts 25 jaar gevangenisstraf veroordeeld. Eind mei 2021, een week na de jaarlijkse herdenking van de aanslag op Falcone, kwam hij op vrije voeten.